# Rutes E2x
Xarxa de carreteres europees de tipus 2x

## Rutes de classe A
| Rutes E | Es.(*) | Trajecte                                           | Itinerari elbruz.org |
| ------- | ------ | -------------------------------------------------- | -------------------- |
| E20     | -      | Shannon (Irlanda) - Sant Petersburg (Rússia)       | E20                  |
| E21     | -      | Metz (França) - Ginebra (Suïssa)                   | E21                  |
| E22     | (*)    | Holyhead (Regne Unit) - Nijni Nóvgorod (Rússia)    | E22                  |
| E23     | -      | Metz (França) - Lausanne (Suïssa)                  | E23                  |
| E24     | -      | Birmingham (Regne Unit) - Ipswich (Regne Unit)     | E24                  |
| E25     | (*)    | Hoek van Holland (Països Baixos) - Palerm (Itàlia) | E25                  |
| E26     | -      | Hamburg (Alemanya) - Berlín (Alemanya)             | E26                  |
| E277    | -      | Belfort (França) - Aosta (Itàlia)                  | E27                  |
| E28     | -      | Berlín (Alemanya) - Gdańsk (Polònia)               | E28                  |
| E29     | (*)    | Colònia (Alemanya) - Sarreguemines (França)        | E29                  |

## Rutes de classe B
| Rutes E | Es.(*) | Trajecte                                               | Itinerari elbruz.org |
| ------- | ------ | ------------------------------------------------------ | -------------------- |
| E201    | -      | Cork (Irlanda) - Portlaoise (Irlanda)                  | E201                 |
| E231    | -      | Amsterdam (Països Baixos) - Amersfoort (Països Baixos) | E231                 |
| E232    | -      | Amersfoort (Països Baixos) - Groningen (Països Baixos) | E232                 |
| E233    | -      | Hoogeveen (Països Baixos) - Bremen (Alemanya)          | E233                 |
| E234    | -      | Cuxhaven (Alemanya) - Walsrode (Alemanya)              | E234                 |
| E251    | -      | Sassnitz (Alemanya) - Berlín (Alemanya)                | E251                 |
| E261    | -      | Świecie (Polònia) - Wrocław (Polònia)                  | E261                 |
| E262    | (*)    | Kaunas (Lituania) - Ostrov (Rússia)                    | E262                 |
| E271    | -      | Klaipėda (Lituania) - Gomel (Belarús)                  | E271                 |
| E272    | -      | Klaipėda (Lituania) - Vílnius (Lituania)               | E272                 |

## Esmenes: ampliació o modificació de la xarxa
Esmenes a l'acord europeu sobre les grands rutes de tràfic internacional (doc. TRANS/SC.1/2001/3 du 20/07/2001 et TRANS/SC.1/2002/3 du 09/04/2002) 
- E22: extensió Norrköping (S) - Ventspils - Rīga - Rēzekne (LV) - Velikié Louki - Moscou - Vladímir - Nijni Nóvgorod (RUS)
- E25: extensió Gènova (I) - Bastia − Porti Vecchju − Bonifacio (F) - Porto Torres − Sassari − Cagliari - Palerm (I)
- E29: extensió a l'E25
- E262: nova ruta Kaunas - Ukmergė (LT) - Daugavpils - Rēzekne (LV) - Ostrov (RUS).